# موردیفورد
موردیفورد (به انگلیسی: Mordiford) یک روستا و محله مدنی در بریتانیا است که در هرفوردشر واقع شده‌است. موردیفورد ۵۲۷ نفر جمعیت دارد.